# Choc & Richard Kennings
Choc & Richard Kennings est un groupe de rock progressif franco-britannique, actif entre 1969 et 1971. Formé à l’initiative du guitariste mancunien Keith Fawcett, de Richard Quesseveur, (surnommé Richard Kennings) et le batteur Alain Gaude, tous les deux venus de Marseille.
Le groupe s'inscrit dans une lignée de groupes fondateurs du rock progressif en France, tels que Triangle, Zoo, Présence, ou encore Martin Circus.

## Carrière (1969 - 1971)

### Formation à Paris (1969) et ascension
Kennings et Alain Gaude montent à Paris dans l’année 1969 dans l’idée de former un groupe. Gaude est bon ami avec le manager de Zoo, un groupe qui débute alors sur la scène du rock progressif français,. Gaude et Kennings font la connaissance de Keith Fawcett, souhaitant également montrer un groupe. Ce dernier confie dans « Salut les Copains » qu’il a décidé de quitter l’Angleterre, car « tout a été fait en matière de Musique » dans le pays. Le trio fait également la connaissance du pianiste Francis Lockwood, le frère de Didier Lockwood, qui se fait remarquer par ses multiples prix au conservatoire.
Le groupe est complet lorsqu’ils seront rejoints par le bassiste Alain Arnaud. Le groupe joue un peu partout, toujours sous l’égide de Kennings, chanteur principal de la formation. Ils se produisent notamment au Golf Drouot, comme de très nombreux autres groupes de rock au même moment. Ils sont signés chez Decca en 1970 pour un total de trois disques.

#### Première partie de Johnny Hallyday (1970)
Johnny Hallyday entame une tournée en été 1970. Du 3 juillet 1970 au 4 septembre 1970, Johnny est en tournée en France, dans plus de 70 villes de France ainsi qu’en Italie. Choc assure alors la première partie de l’idole, en compagnie de Martin Circus, autre groupe de jazz-rock au début de sa carrière. Kennings et sa bande côtoient alors certains grands noms de la scène rock en France, tels que Tommy Brown, Micky Jones, de la bande à Johnny, mais également Gérard Fournier, leader du groupe Triangle. Choc assure notamment la première au stade Vallier de Marseille, le 25 août 1970,.

### Un premier disque international (septembre 1970)

#### I Want You To Be My Girl
Le groupe est tenu par un contrat chez Decca. Après la tournée, Choc se consacre à la sortie d'un premier disque. I Want You To Be My Girl sort en septembre 1970. Le titre éponyme est une composition de Kennings et du guitariste Keith Fawcett. En Face B, Way of Life, est signé Kennings-Lockwood. Le premier disque de Choc pourrait être décrit comme un mélange de sonorités rock puisées chez les Beatles, ainsi que chez Deep Purple à ses débuts. On compte plus de 30 000 exemplaires écoulés, en France, mais également aux Pays-Bas, au Royaume-Uni, au Canada, et même quelques disques promotionnels écoulés aux États-Unis,.
Le groupe sera également mentionné dans divers magazines, tels que « Salut les Copains », en novembre 1970, ainsi que dans « Rock & Folk », au mois de décembre 1970.

### The Devil et Rambling Song (1971)
Le groupe sort un second EP en janvier 1971, sur lequel on retrouve The Devil en face A, ainsi que Time, en face B. Composée par Fawcett et Gaude, The Devil est un court morceau de rock progressif s’inscrivant dans des sonorités similaires à celle que l’on pouvait retrouver chez Deep Purple au même moment. L’album est produit par Dominique Lamblin et Pierre Valin. Ce second disque ne recevra cependant pas une aussi bonne réception que le précédent 45 t.
Le groupe part pour Paris, entre leur second et leur troisième EP. Un dernier EP qui sort en avril 1971, nommé Rambling Song. Tenus par leur contrat, le groupe produit cet ultime disque avant de se séparer. On retrouve sur ce 45 t, en Face A, Rambling Song, une composition de Keith Fawcett, ainsi qu’en face B, Hi-Ho Silver Lining. Ce dernier disque est également produit par Valin et Lamblin.

### Séparation et nouveaux horizons
Lorsque Keith Fawcett et Alain Arnaud quittent le groupe pour fonder Aeroplane, Choc verra l’arrivée de 3 nouveaux membres.
En 1971, le précédent guitariste est remplacé par Marc Lonchampt. Choc verra également l’arrivée de Michel Darmon aux claviers, afin de remplacer Francis Lockwood. Un dernier membre, Charles Julien s'ajoute à la basse. Cette nouvelle formation se sépare plus tard dans l’année. Kennings quitte le groupe.

#### Aeroplane
Aeroplane est le groupe formé par Keith Fawcett et le bassiste Alain Arnaud, en 1971. Ils sont rejoints par le musicien Steve Radford. Le groupe ne sortira qu'un disque, September In The Rain/ Its So Better, sur le label Pink Elephant. En 1971, le 45 t s’écoule en France, mais également en Allemagne, en Espagne, au Portugal, et il existe quelques copies promotionnelles au Brésil.

#### Moby Dick
Les membres restants forment le groupe Moby Dick au début de l’année 1972, un groupe est composé de Marc Lonchampt, Charles Julien, Alain Gaude et Michel Darmon. Moby Dick s'inscrit dans la continuité de Choc.

#### Kennings en solo
Kennings, quant à lui, se consacre à une carrière en solo. Il sera signé chez Vogue, où parait, en 1973, un 45 t, Amerika/ Trop Jolie Pour Être A Moi. Deux autres 45 t sortiront, cette fois chez Warner Records. Elle/ Les filles c’est comme, ça sort en 1976. Un an plus tard, en 1977, sort Balade Pour Une Nuit/ Et Le Soleil S’est Levé. Kennings sort un dernier disque en 1989, Jusqu’au Bout de la Nuit chez le label Starvision. Richard Kennings est encore actif de nos jours sur la scène française.

## Discographie
Les disques sont tous sortis en 45t chez Decca Records, entre 1970 et 1971.
- I Want You To Be My Girl / Way Of Life
- The Devil / Time
- Rambling Song / Hi-Ho Lining